# John Pickler

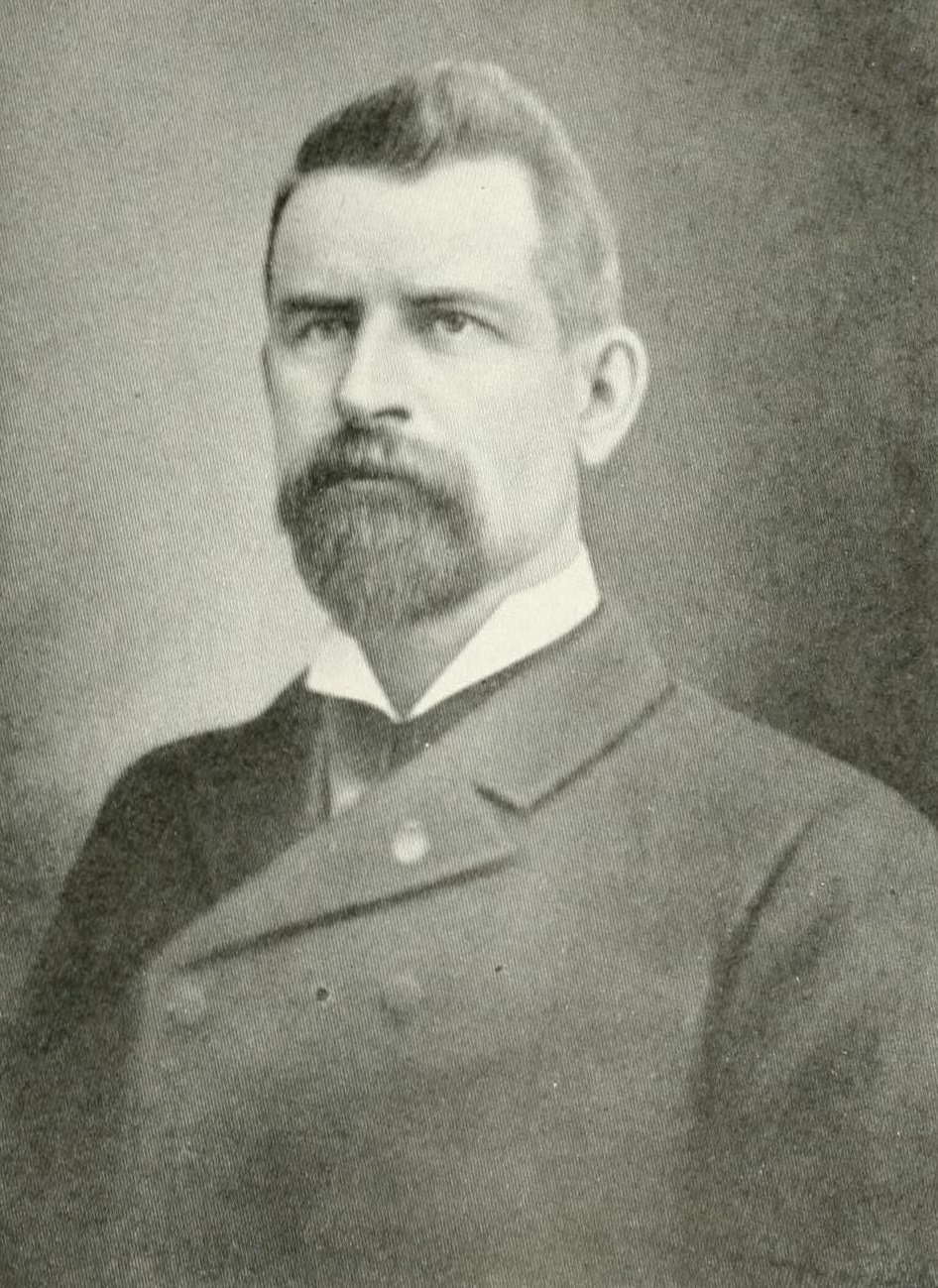
John Pickler

John Alfred Pickler (* 24. Januar 1844 bei Salem, Washington County, Indiana; † 13. Juni 1910 in Faulkton, South Dakota) war ein US-amerikanischer Politiker. Zwischen 1889 und 1897 vertrat er den ersten Wahlbezirk des Bundesstaats South Dakota im US-Repräsentantenhaus.

## Frühe Jahre
John Pickler kam schon in jungen Jahren mit seinem Vater in das Davis County in Iowa. Dort besuchte er die öffentlichen Schulen. Während des Bürgerkrieges war er bei der Kavallerie einer Freiwilligeneinheit aus Iowa. Am Ende des Krieges hatte er es bis zum Major gebracht. Nach dem Krieg setzte er seine Ausbildung mit einem Studium an der University of Iowa fort. Danach studierte er bis 1872 Jura.  Nach seiner Zulassung als Rechtsanwalt begann er in Kirksville (Missouri) in seinem neuen Beruf zu arbeiten. Außerdem war er Bezirksstaatsanwalt im Adair County. Im Jahr 1874 zog er nach Muscatine (Iowa).

## Politische Laufbahn
Pickler wurde Mitglied der Republikanischen Partei. Von 1881 bis 1883 war er Abgeordneter im Repräsentantenhaus von Iowa. Im Jahr 1883 zog er in das Dakota-Territorium, wo er 1884 in das territoriale Repräsentantenhaus gewählt wurde. Nachdem South Dakota im Jahr 1889 in die Vereinigten Staaten aufgenommen worden war, wurde Pickler im ersten Wahlbezirk des neuen Staates in das US-Repräsentantenhaus gewählt. Nach einigen Wiederwahlen konnte er dieses Mandat zwischen dem 2. November 1889 und dem 3. März 1897 ausüben. Im Kongress war er Vorsitzender des Kriegsversehrtenausschusses. John Pickler unterstützte die Frauenrechtsbewegung und trat für das Frauenwahlrecht ein.
Nach dem Ende seiner Zeit im Kongress arbeitete John Pickler wieder als Rechtsanwalt und stieg in das Immobiliengeschäft ein. Er starb im Juni 1910 und wurde in Faulkton beigesetzt.